# Trepador (rosa)
Rosal trepador, rosa trepadora, rosa rampante redirigen aquí.

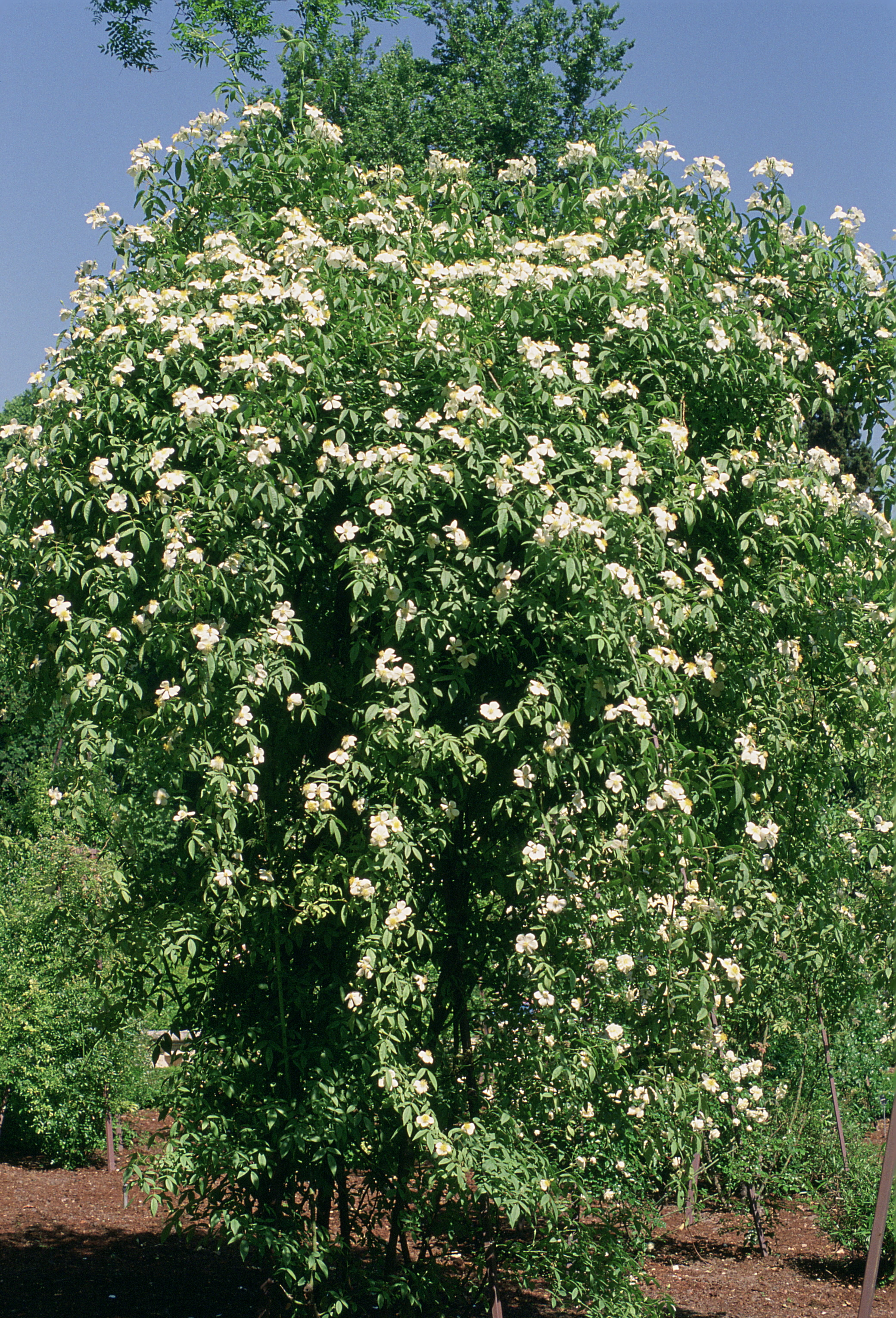
'La Mortola', Hanbury 1954.

Trepador o  rampante es un grupo de cultivares de rosas modernas de jardín. Todas las clases de las flores rosas, tanto las "Antiguas" como las más  "Modernas", tienen formas de "trepadoras", por lo que las cañas de los arbustos crecen mucho más largas y  flexibles que las formas "arbustivas". En las antiguas rosas del jardín, esto es a menudo simplemente el hábito de crecimiento natural. Véase diferencia con el grupo de cultivares "arbusto (rosa)".
En muchas rosas modernas, sin embargo, los rosales trepadores son el resultado de mutaciones espontáneas Por ejemplo, el trepador 'Climbing Peace', se designa como un "trepador de  híbrido de té", porque es genéticamente idéntica a la forma normal "arbusto híbrido de té" 'Peace', excepto que sus cañas son largas y flexibles, es decir, "la escalada". La mayoría de los rosales trepadores crecen en cualquier lugar con dimensiones de 8'-20' de altura y presentan Remontancia.
Rosales rampantes, aunque técnicamente una clase separada, se agrupan a menudo junto con los rosales trepadores. También exhiben largos, bastones flexibles, pero por lo general se distinguen de los verdaderos escaladores de dos maneras: Una tamaño global más grande (20'-30' de altura es común), por lo que es su hábito que florece una vezalaño pero muy abuntantemente.

## Hábito
Los rosales trepadores no son verdaderas plantas guiadoras como la hiedras, clemátides o glicinas porque al momento de trepar no son herbáceos y carecen de la capacidad de aferrarse a los soportes por sus propios medios. Su hábito se llama de arbusto semitrepador o apoyante, deben ser "entrenados" (guiados artificialmente) y atados sobre estructuras tales como cenadores y pérgolas manualmente. Ejemplos: 'Blaze' (floración de repetición-escalador), 'American Pillar' (trepador de una sola floración). 
Uno de los rosales de escalada más vigorosos es el rosa filipes 'Kiftsgate', llamado así por el jardín de la casa donde fue observado por Graham Stuart Thomas en 1951. La planta original se afirma que es el rosal más grande en el Reino Unido, y ha subido 50 metros en un árbol de haya de cobre.

## Características
En los rosales trepadores hay variedades de tres tipos:
- Remontantes y con las flores grandes. Sus rosas son idénticas a las de los rosales arbusto.
- Remontantes y con las flores pequeñas, en ramilletes. Floración muy abundante.
- No remontantes. Estos dan una sola floración al año, en primavera, pero es abundantísima, llegando a cubrir toda la trepadoras de pequeñas flores en ramilletes.

## Cultivo
También se cultivan en tiestos o jardineras profundas para decorar terrazas. Las rosas crecerán muy bien en casi cualquier lugar fuera del trópico.
En climas calurosos y secos prosperan y florecen tanto que tienden a tener una vida más corta, sobre todo si no se les permite un descanso en verano. Si se les priva de agua entrarán en estado de reposo y perderán las hojas en verano, pero florecerán de nuevo en otoño.

## Guía del rosal trepador
Los primeros años, se deja que crezca hasta que alcance la altura de la pérgola, y allí se despunta para formar varios brotes que constituirán las ramas principales.
La poda anual debe de ser ligera y consistir en recortar a 3 o 5 yemas lo que ha crecido en el año, y suprimir por la base todos los brotes que sean débiles o mal formados. Si han envejecido las ramas principales (dan ya pocas flores) se renuevan sustituyéndolas progresivamente por tallos jóvenes.

## Selección de cultivares

Algunas de las variedades y obtenciones de rosal trepador conseguidas por distintos obtentores.
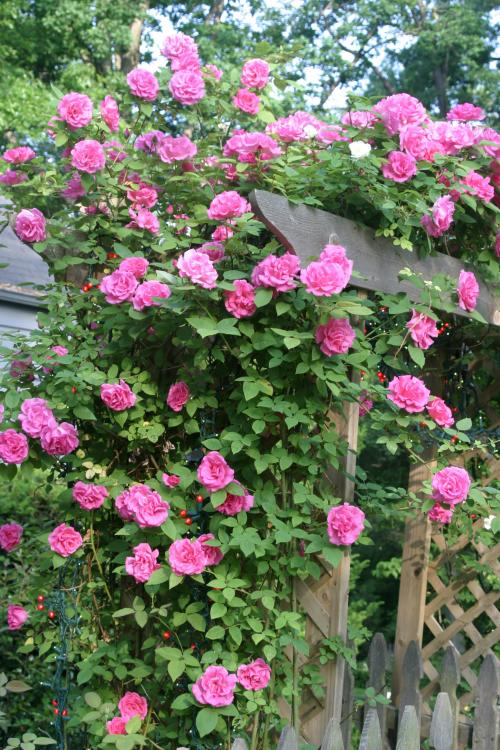
'Zéphirine Drouhin' trepador Bourbon por Bizot 1868.
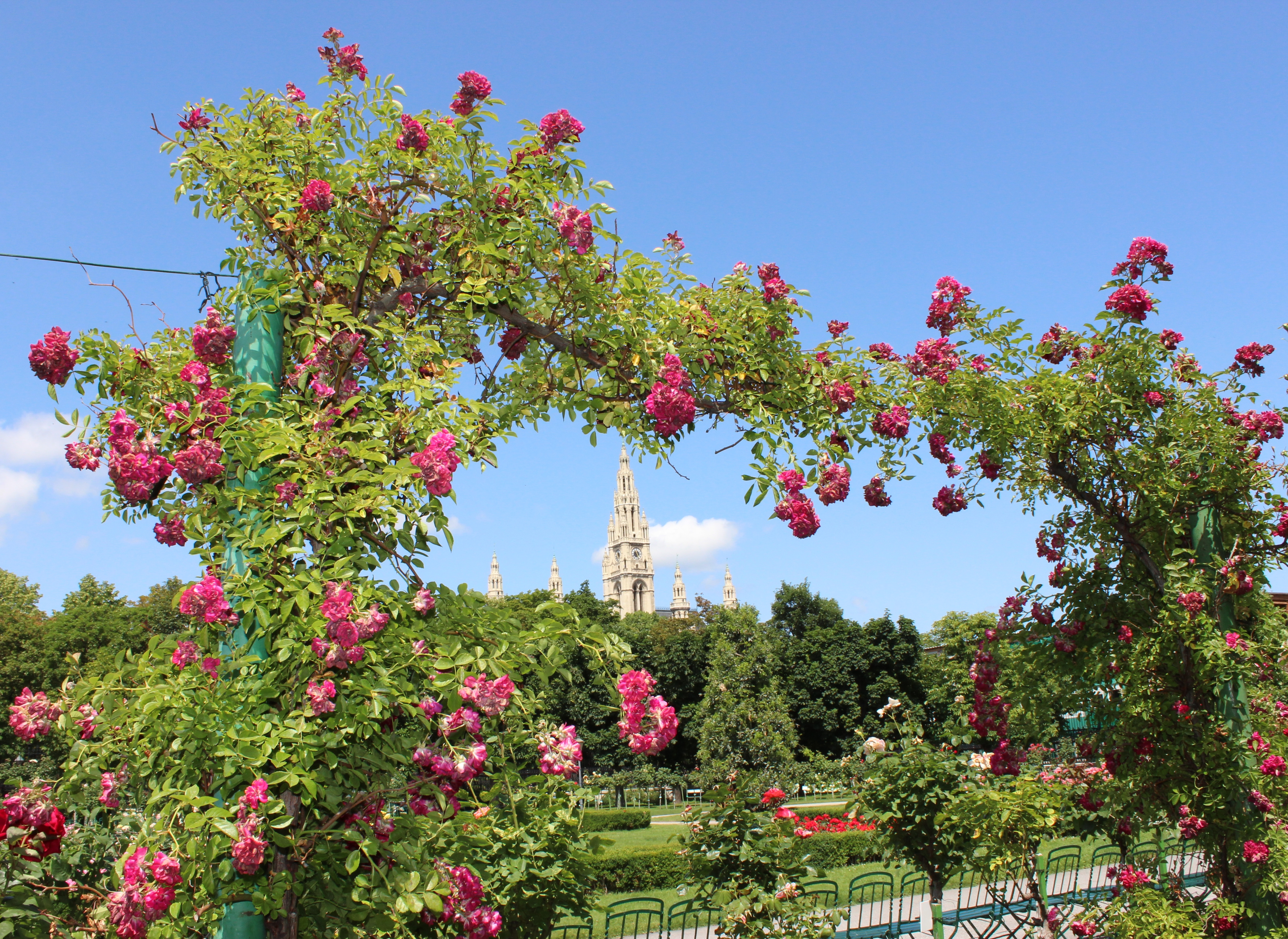
'Werners Liebling', Werner 1902.
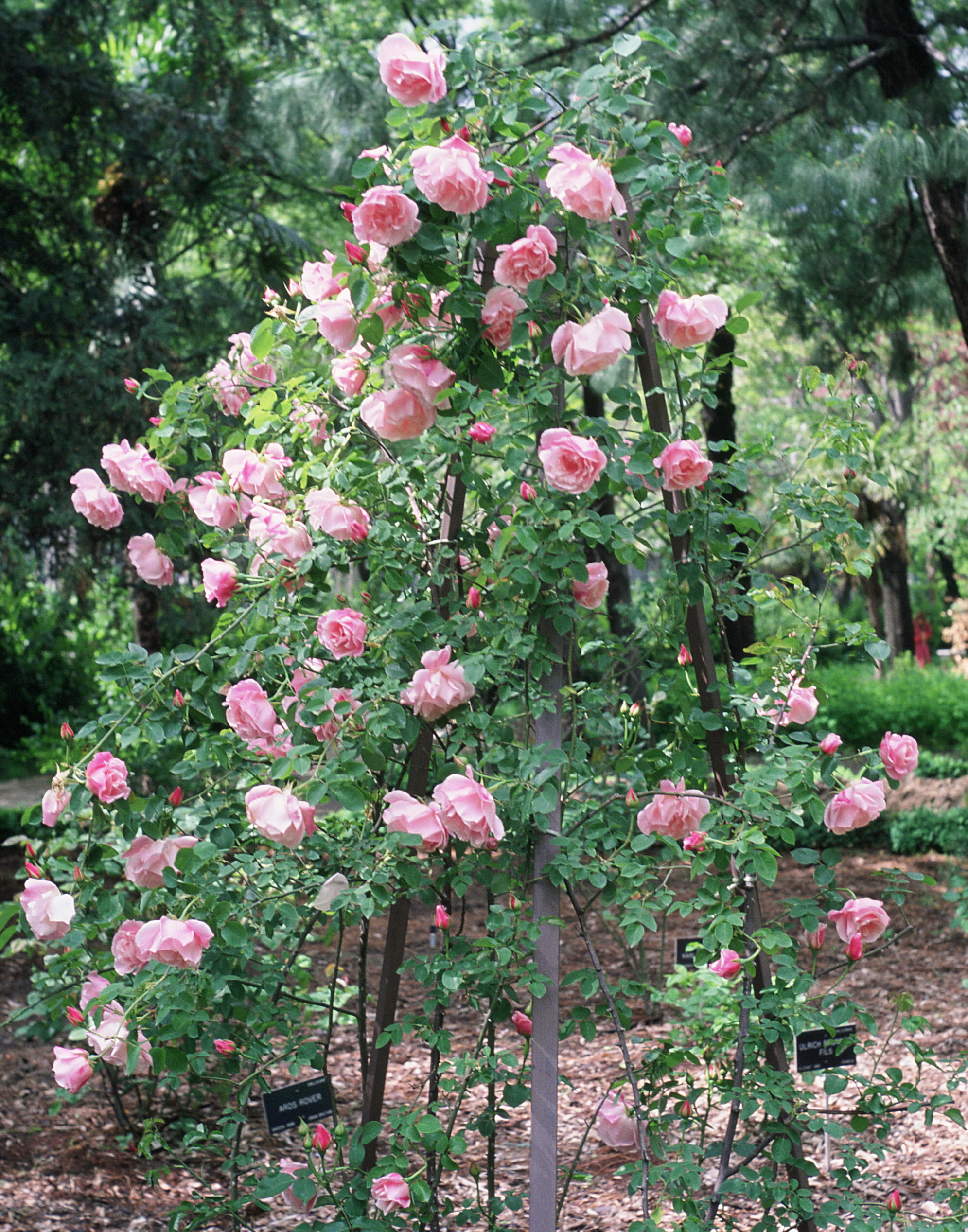
'Madame Grégoire Staechelin', Dot 1927.
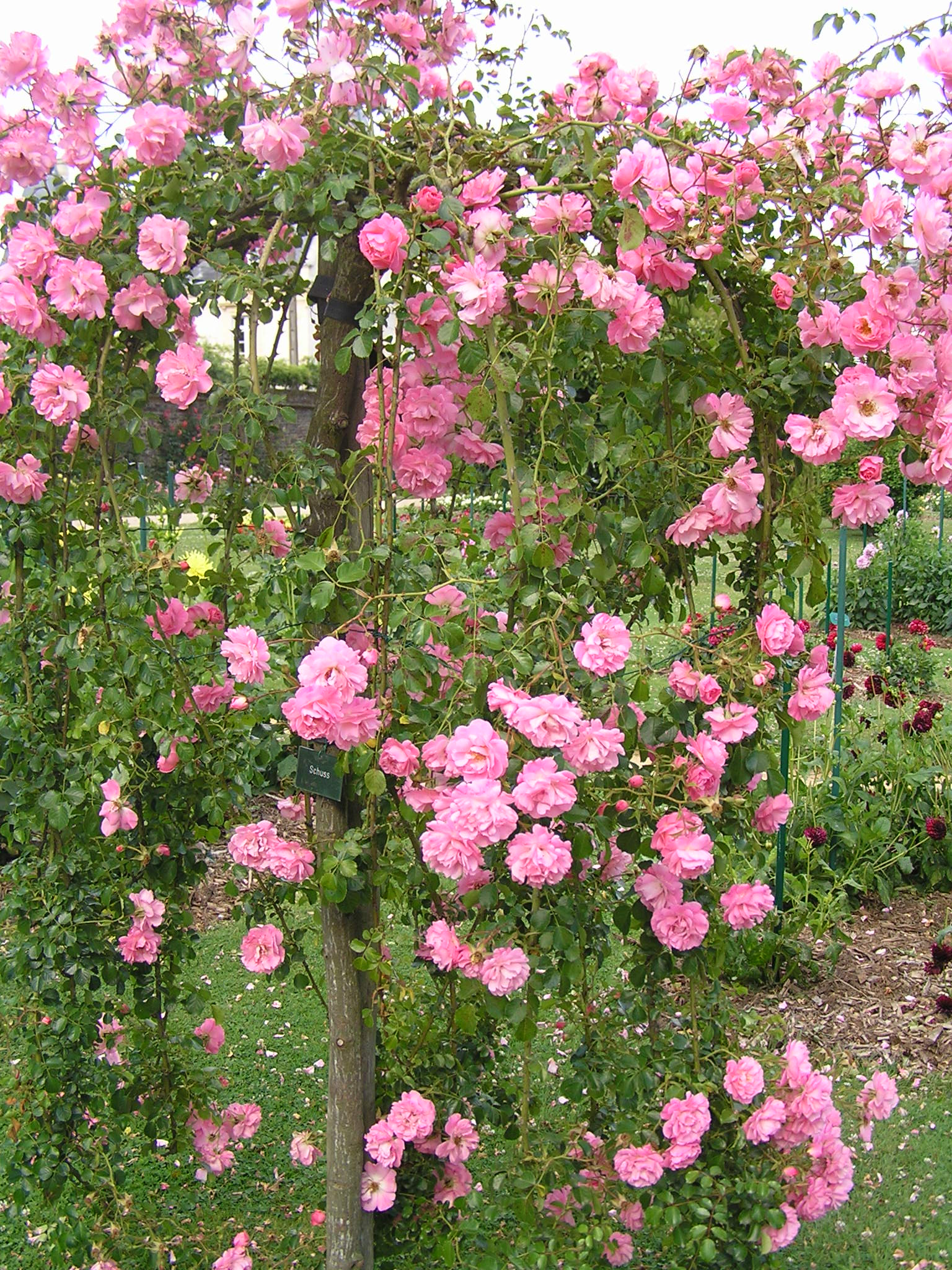
'Schuss' , Meilland.
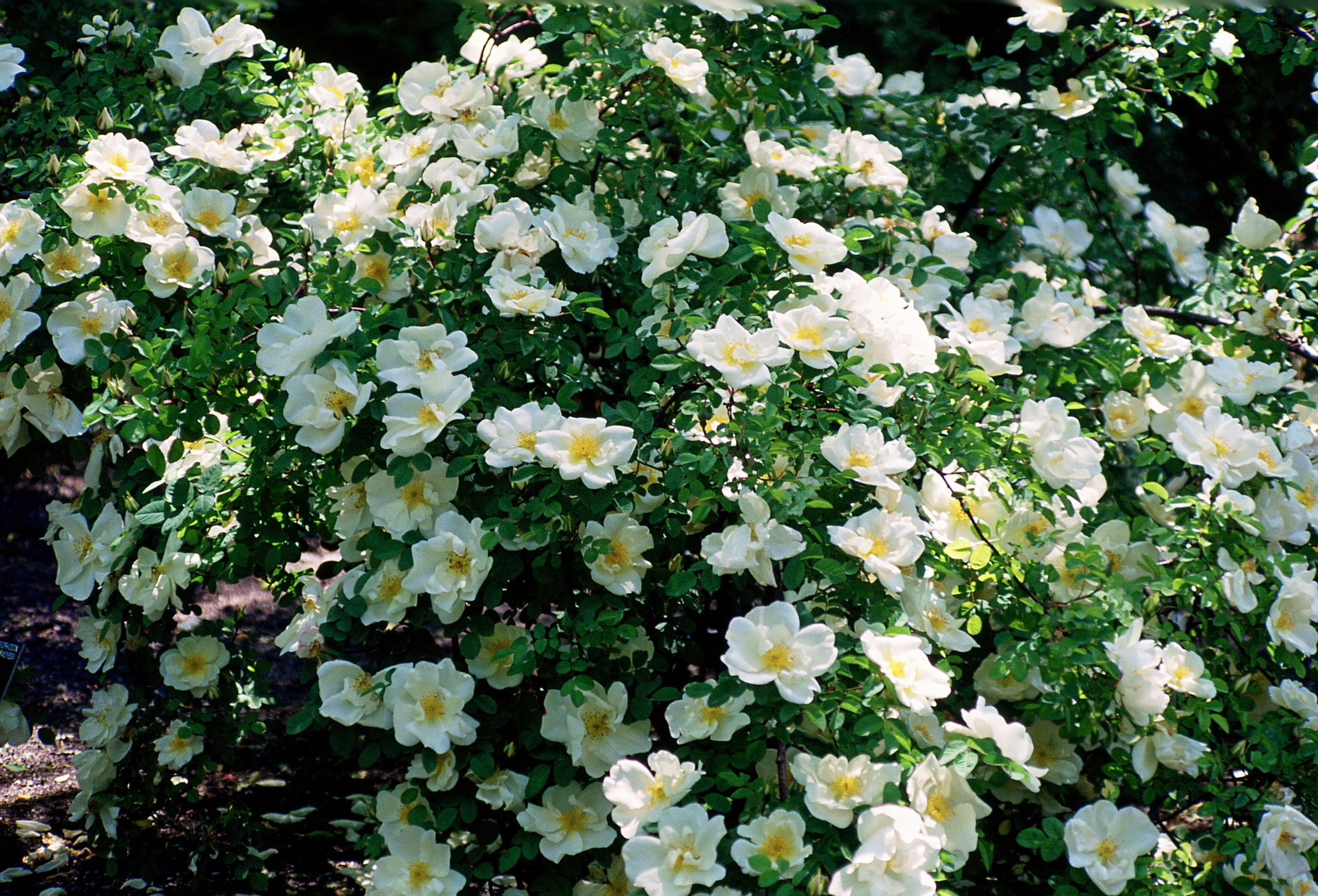
'Nevada', Dot 1927.
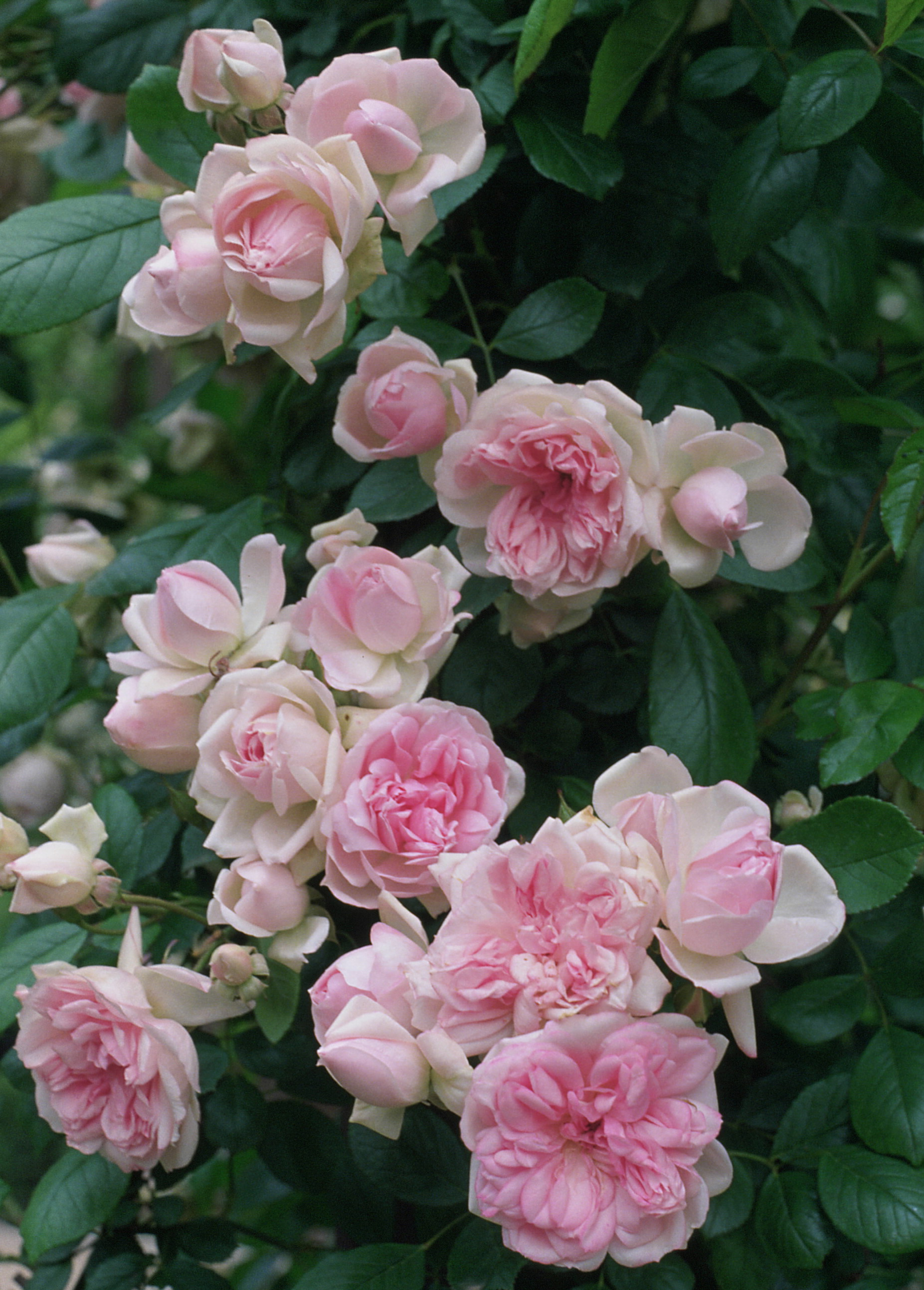
'Toresky, Cl.', Blanca 1956.
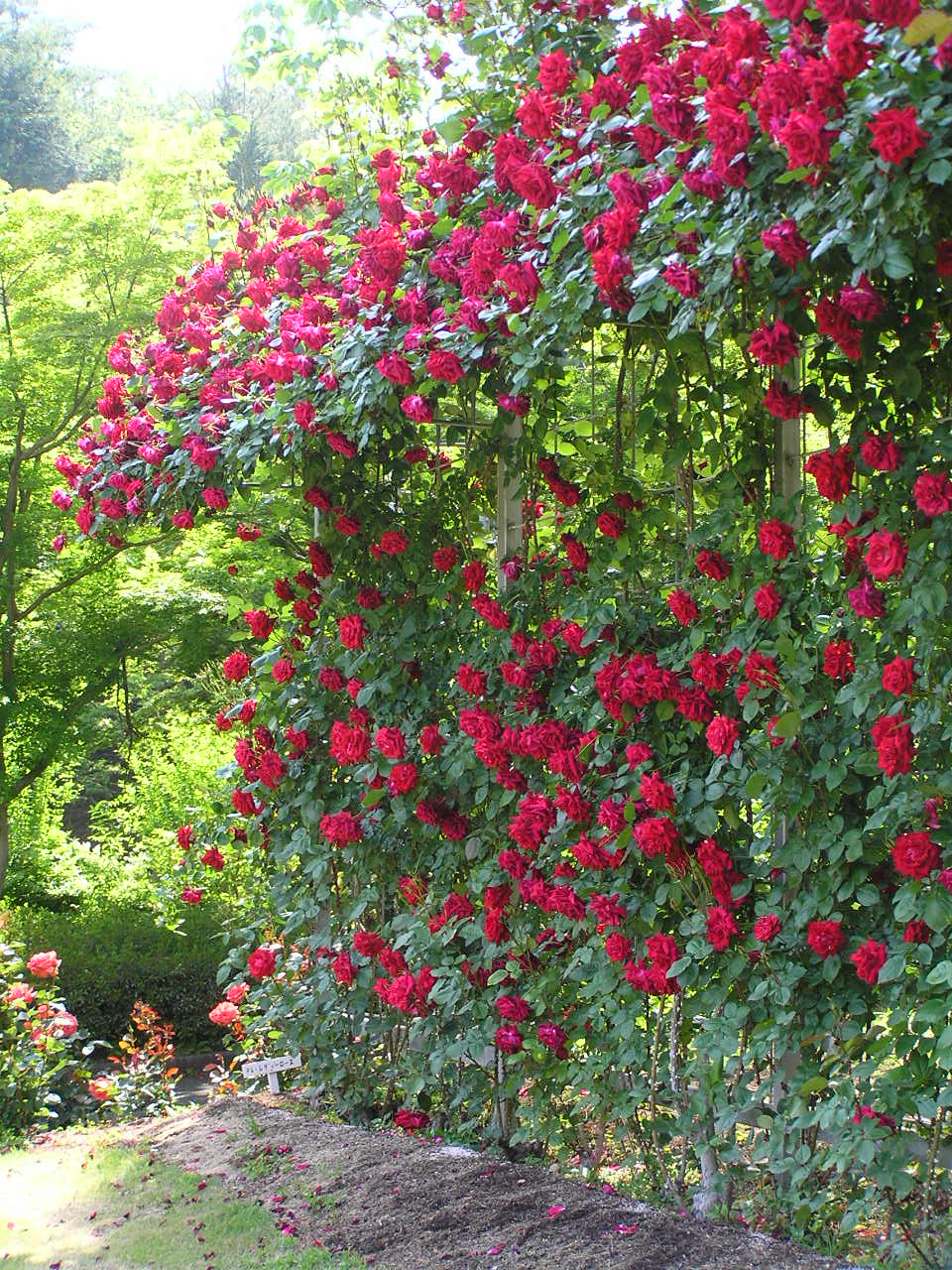
'Uncle Walter, Cl'.
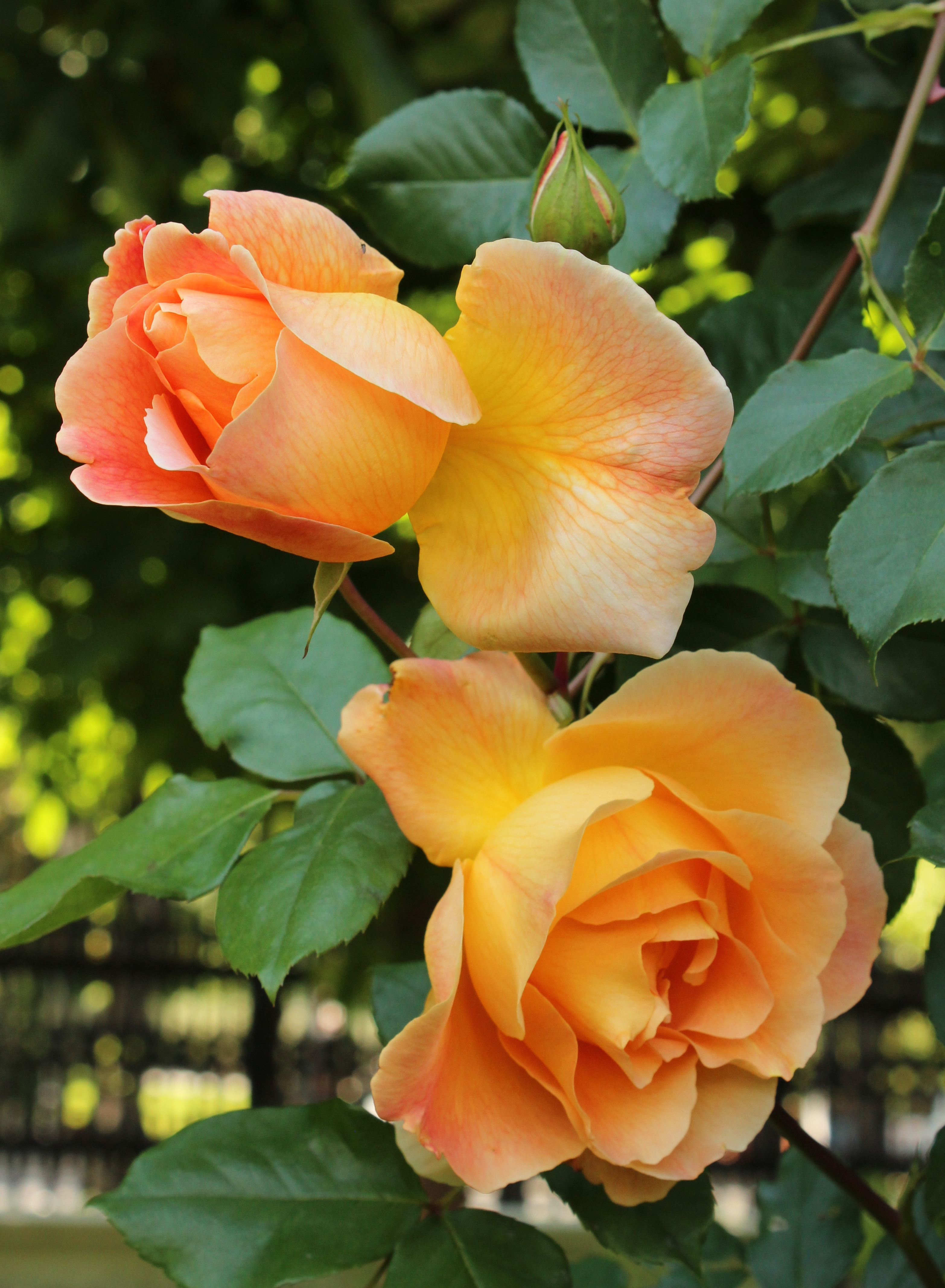
'Puerta del Sol', Delbard 1971.